# Chapelle Notre-Dame-Trouvée
La chapelle Notre-Dame-Trouvée est un édifice religieux qui fit l'objet de pèlerinages, situé sur la commune de Pouilly-en-Auxois, en France

## Localisation
La chapelle est située sur le territoire de la commune de Pouilly-en-Auxois, dans le département de la Côte-d'Or, en région Bourgogne-Franche-Comté, en France. Elle est également située sur le territoire de la paroisse de Pouilly-en-Auxois du diocèse de Dijon. Elle est située en bordure du cimetière, sur une butte à flanc de coteau.

## Historique
L'édifice actuel est vraisemblablement bâti à partir XIIIe siècle, sur les bases d'un édifice préexistant. Selon la légende, la chapelle doit son nom à une statue de la Vierge qui aurait été retrouvée miraculeusement intacte après un raid normand. Cette statue est l'objet de pèlerinages depuis le Moyen Âge, qui selon la tradition, « redonne vie aux bébés morts le temps de la cérémonie de baptême ». Jusqu'au XVIIIe siècle, une relique dit « lait de la Sainte-Vierge » (probablement de la poussière blanche de la « grotte du lait à Bethléem ») était également vénéré dans cette chapelle,.
La chapelle est construite en deux campagnes distinctes : une au milieu du XIIIe siècle et une autre à la fin du XIIIe siècle. Elle fera l'objet, par la suite, de plusieurs campagnes de restauration, notamment au XVIIIe siècle lorsqu'elle devient temporairement église paroissiale et au début du XXe siècle, après son classement comme monument historique par arrêté du 20 mai 1897,.
En 1980 la statue de la Vierge, objet des pèlerinages, a été volée.

## Architecture
La chapelle est empreinte de « simplicité », a une allure « fort peu monumentale » et est construite dans un style de « l'école de Bourgogne ». Sur un plan en « L retourné », elle est rythmée par des contreforts à ressauts.

### Extérieur
La chapelle est desservie par trois portes : une est surmonté d'un tympan en remploi représentant possiblement saint Pierre entouré d'un bélier et d'un animal fantastique reposant sur trois colonnettes couronnées d'une archivolte et surmonté d'un oculus quadrilobé, une seconde porte de même structure donne sur le côté sud et une troisième porte plus petite, donnant sur le côté sud, est surmontée d'un tympan décoré d'une croix dans un quadrilobe surmonté d'une archivolte moulurée,,. En hauteur, une corniche fait le tour de la chapelle et chaque angle est orné de têtes,. Un petit clocher abrite une simple cloche sur le mur-pignon ouest et le toit et en pierre de lave.
Toujours à l'extérieur, et proche de l'autel de la Vierge, une niche a été creusée à même le mur : c'est là que l'on y déposait les enfants morts sans baptême,
À proximité de la chapelle se trouve une croix avec chaire à prêcher, utilisée lors des pèlerinages.

### Intérieur
La chapelle se compose de deux corps de bâtiments : une nef carrée de deux travées sur deux travées portées par une colonne centrale massive, et un simple rectangle portant sur deux travées,. Chaque travée est composé de voûte d'ogive avec doubleaux reposant sur le pilier central, ainsi que sur des piliers, formés de faisceaux de 3 demi-colonnes ou de pilastres, accolés aux murs latéraux,. Les clés de voûtes du chœur et de l’avant-chœur sont ornées de têtes et les chapiteaux de personnages et de feuillages
Les murs sont percées de fenêtres de dimensions et de styles divers et sont de petite taille.

## Mobilier
Objet de pèlerinage, des ex-votos sont fixés à la chapelle.
Objet de la dévotion, la statue Notre-Dame-Trouvée, était une statue en bois peint de 75 centimètres de haut et représentant une Vierge à l'enfant et était datée du XIIe siècle / XIIIe siècle. Selon la légende, elle aurait été trouvée intacte après un raid normand. Classée à titre objet des monuments historiques en 1907, elle a été volée en avril 1980,.
La chapelle dispose d'un statuaire important, dont plusieurs sont classés à titre objet des monuments historiques en 1912 : sainte Catherine d'Alexandrie, sainte Barbe, saint Nicolas, saint Denis, etc.
Un groupe sculpté représentant la mise au tombeau est daté de 1521.
La chapelle dispose également d'une chaire à prêcher du XVe siècle, hexagonale, sans couronnement et dont l'accès se fait par un escalier en « échelle de meunier » et dont les panneaux sont finement sculptés de baies et de rosaces.

## Galerie

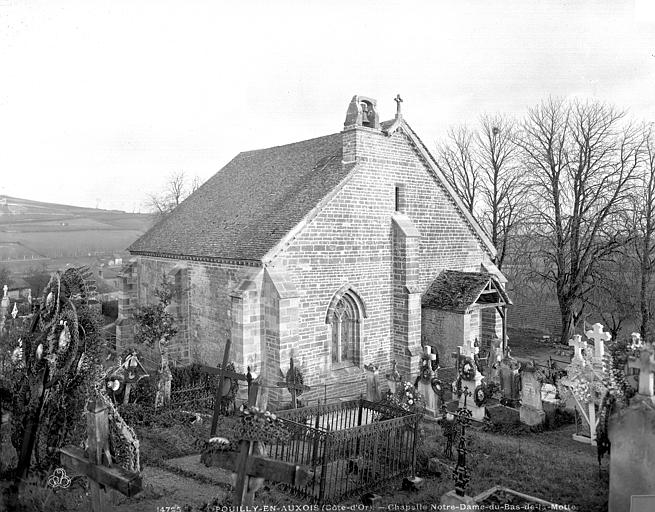
Vue générale en 1905
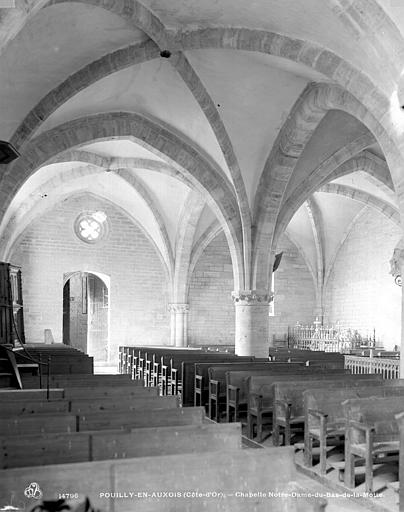
Intérieur de la chapelle et du pilier central
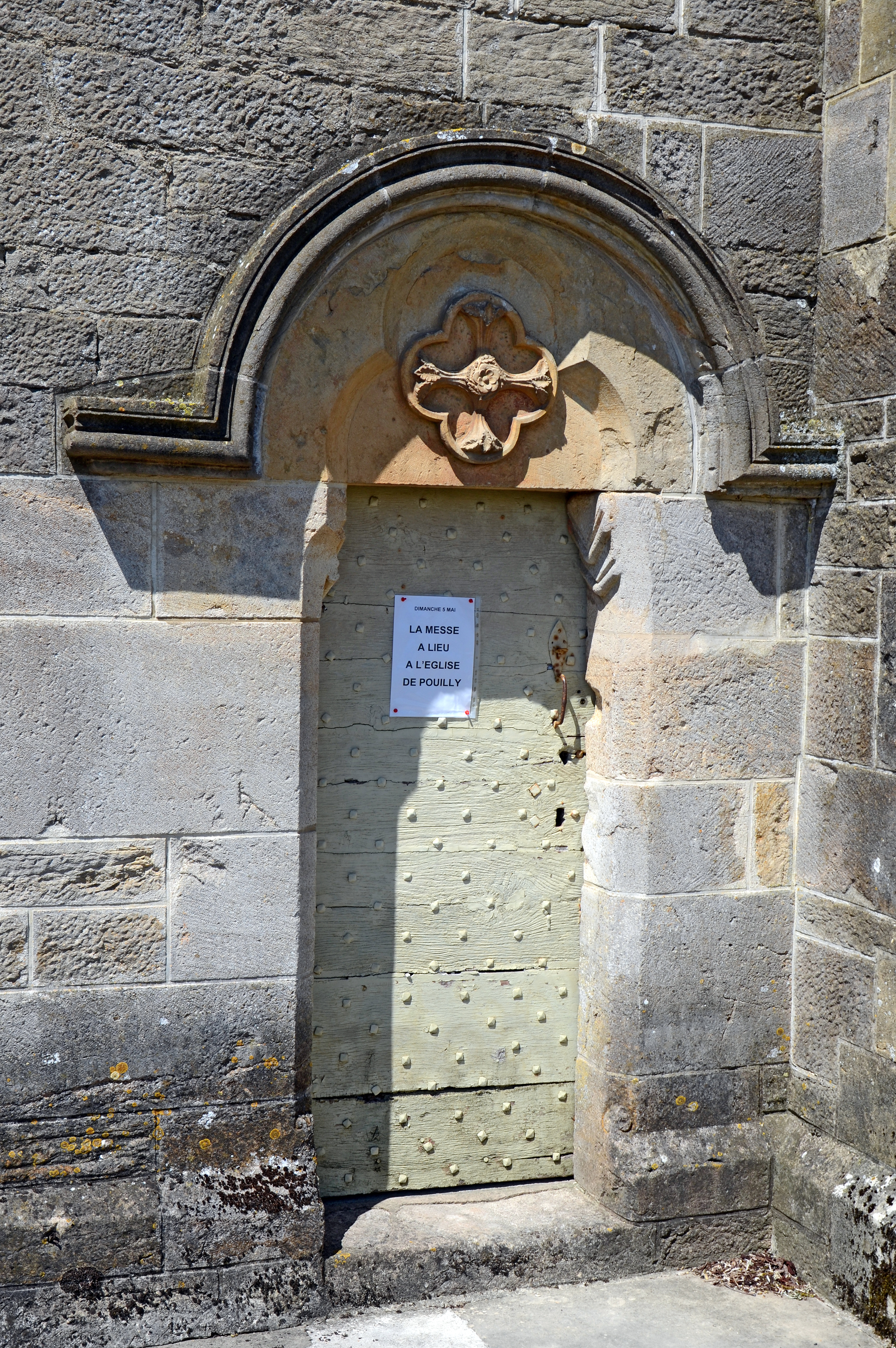
Porte sud et tympan décoré de la croix en quadrilobe
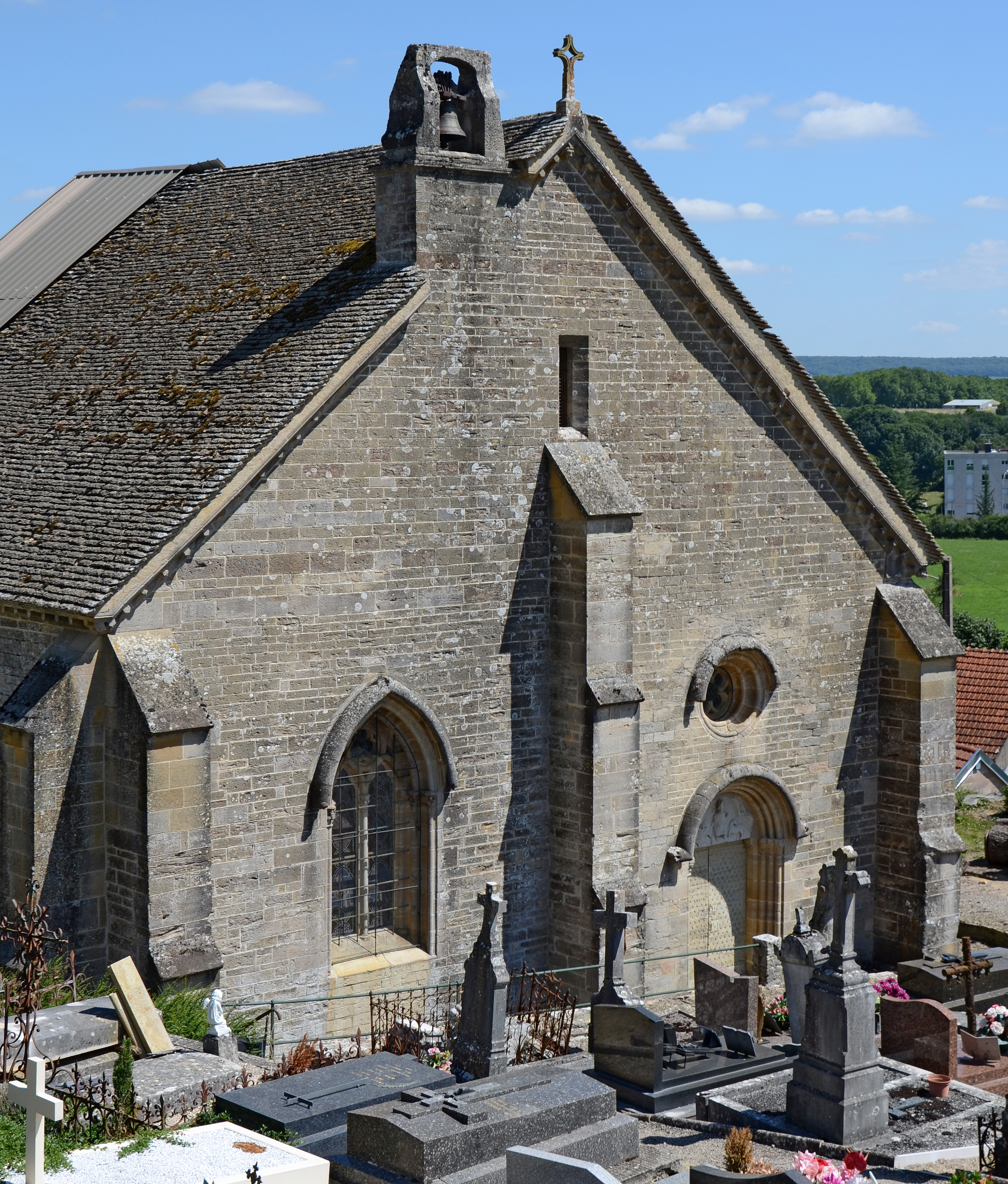
Façade ouest avec contrefort et clocheton